# Ezequiel Lavezzi
Ezequiel Iván Lavezzi (født 3. maj 1985 i Villa Gobernador Gálvez, Argentina) er en argentinsk fodboldspiller, der spiller som angriber i den kinesiske klub Hebei China Fortune. Tidligere har han spillet for Paris Saint-Germain F.C. og SSC Napoli samt for de argentinske klubber Estudiantes de Buenos Aires og San Lorenzo.
Med San Lorenzo vandt Lavezzi i 2007 det argentinske mesterskab, mens han med Paris har været med til at vinde to udgaver af det franske mesterskab.

## Landshold
Lavezzi står (pr. november 2010) noteret for seks kampe for Argentinas landshold, som han debuterede for den 18. april 2007 i et opgør mod Chile. Han var året efter en del af det argentinske hold der vandt guld ved OL i Beijing.

## Titler
Primera División de Argentina
- 2007 (Clausura) med San Lorenzo

Coppa Italia
- 2012 med Napoli

Ligue 1
- 2013 og 2014 med Paris Saint-Germain

Frankrigs Liga Cup
- 2013 og 2014 med Paris Saint-Germain

Frankrigs Super Cup
- 2013 og 2014 med Paris Saint-Germain

Sommer-OL
- 2008 med Argentina